# Derek Harper
Derek Ricardo Harper (Elberton, Georgia, 13 de octubre de 1961) es un exjugador de baloncesto estadounidense que disputó 16 temporadas como profesional en la NBA entre 1983 y 1999. Con 1,92 metros de estatura, jugaba en la posición de base.

## Trayectoria deportiva

### Universidad
Harper jugó durante tres temporadas para los Fighting Illini de la Universidad de Illinois, siendo su mejor año el tercero yúltimo, cuando promedió 15,4 puntos y 3,7 asistencias, siendo elegido en el mejor quinteto de la Big Ten Conference. En el total de los tres años sus números fueron de 10,9 puntos, 4,7 asistencias y 3,6 rebotes por partido.

### Profesional
Fue elegido en la undécima posición del Draft de la NBA de 1983 por los Dallas Mavericks, equipo con el que disputaría 12 de sus 16 temporadas como profesional. Tras dos años algo titubeantes, a partir del tercero empezó a tomar las riendas de su equipo, rondando casi siempre los 18 puntos y 7 asistencias por encuentro, a lo que sumaba su buena defensa, que le hizo merecer el aparecer en dos ocasiones en el segundo mejor quinteto defensivo de la liga. Tras 11 temporadas ininterrumpidas en Texas, en 1994 es traspasado a los New York Knicks, donde rinde a un buen nivel en los dos años y medio que permanece en la ciudad de los rascacielos. Regresa a Dallas en 1996, donde juega una temporada, para ir a parar ya con 36 años,a Orlando Magic con la misión de ayudar como veterano al base titular del equipo, algo que haría de nuevo en su última temporada como profesional en Los Angeles Lakers.
En 16 temporadas anotó 16.006 puntos, promediando al final 13,3 puntos y 5,5 asistencias.

## Estadísticas de su carrera en la NBA

### Temporada regular
| Año     | Equipo       | PJ    | PT  | MPP  | %TC  | %3P  | %TL  | RPP | APP | ROB | TPP | PPP  |
| ------- | ------------ | ----- | --- | ---- | ---- | ---- | ---- | --- | --- | --- | --- | ---- |
| 1983-84 | Dallas       | 82    | 1   | 20.9 | .443 | .115 | .673 | 2.1 | 2.9 | 1.2 | .3  | 5.7  |
| 1984-85 | Dallas       | 82    | 1   | 27.0 | .520 | .344 | .721 | 2.4 | 4.4 | 1.8 | .5  | 9.6  |
| 1985-86 | Dallas       | 79    | 39  | 27.2 | .534 | .235 | .747 | 2.9 | 5.3 | 1.9 | .3  | 12.2 |
| 1986-87 | Dallas       | 77    | 76  | 33.2 | .501 | .358 | .684 | 2.6 | 7.9 | 2.2 | .3  | 16.0 |
| 1987-88 | Dallas       | 82    | 82  | 37.0 | .459 | .313 | .759 | 3.0 | 7.7 | 2.0 | .4  | 17.0 |
| 1988-89 | Dallas       | 81    | 81  | 36.6 | .477 | .356 | .806 | 2.8 | 7.0 | 2.1 | .5  | 17.3 |
| 1989-90 | Dallas       | 82    | 82  | 36.7 | .488 | .371 | .794 | 3.0 | 7.4 | 2.3 | .3  | 18.0 |
| 1990-91 | Dallas       | 77    | 77  | 37.4 | .467 | .362 | .731 | 3.0 | 7.1 | 1.9 | .2  | 19.7 |
| 1991-92 | Dallas       | 65    | 64  | 34.6 | .443 | .312 | .759 | 2.6 | 5.7 | 1.6 | .3  | 17.7 |
| 1992-93 | Dallas       | 62    | 60  | 34.0 | .419 | .393 | .756 | 2.0 | 5.4 | 1.3 | .3  | 18.2 |
| 1993-94 | Dallas       | 28    | 28  | 31.9 | .380 | .352 | .560 | 2.0 | 3.5 | 1.6 | .1  | 11.6 |
| 1993-94 | New York     | 54    | 27  | 24.3 | .430 | .367 | .743 | 1.6 | 4.4 | 1.5 | .1  | 8.6  |
| 1994-95 | New York     | 80    | 80  | 34.0 | .446 | .363 | .724 | 2.4 | 5.7 | 1.0 | .1  | 11.5 |
| 1995-96 | New York     | 82    | 82  | 35.3 | .464 | .372 | .757 | 2.5 | 4.3 | 1.6 | .1  | 14.0 |
| 1996-97 | Dallas       | 75    | 29  | 29.5 | .444 | .341 | .742 | 1.8 | 4.3 | 1.2 | .2  | 10.0 |
| 1997-98 | Orlando      | 66    | 45  | 26.7 | .417 | .360 | .696 | 1.6 | 3.5 | 1.1 | .2  | 8.6  |
| 1998-99 | L. A. Lakers | 45    | 29  | 24.9 | .412 | .368 | .813 | 1.5 | 4.2 | 1.0 | .1  | 6.9  |
| Total   | Total        | 1,199 | 883 | 31.5 | .463 | .354 | .745 | 2.4 | 5.5 | 1.6 | .3  | 13.3 |

### Playoffs
| Año   | Equipo       | PJ | PT | MPP  | %TC  | %3P  | %TL  | RPP | APP | ROB | TPP | PPP  |
| ----- | ------------ | -- | -- | ---- | ---- | ---- | ---- | --- | --- | --- | --- | ---- |
| 1984  | Dallas       | 10 | –  | 22.6 | .389 | .375 | .714 | 2.0 | 2.8 | 1.1 | .2  | 5.0  |
| 1985  | Dallas       | 4  | 0  | 33.0 | .476 | .333 | .714 | 3.0 | 5.0 | 1.5 | .3  | 6.5  |
| 1986  | Dallas       | 10 | 10 | 34.8 | .533 | .571 | .750 | 1.9 | 7.6 | 2.3 | .0  | 13.4 |
| 1987  | Dallas       | 4  | 4  | 30.8 | .500 | .222 | .800 | 3.0 | 6.8 | 1.8 | .0  | 16.5 |
| 1988  | Dallas       | 17 | 17 | 35.4 | .441 | .250 | .729 | 2.5 | 7.1 | 1.9 | .3  | 13.5 |
| 1990  | Dallas       | 3  | 3  | 39.7 | .438 | .313 | .688 | 2.7 | 7.7 | 1.3 | .0  | 19.3 |
| 1994  | New York     | 23 | 22 | 32.6 | .429 | .341 | .643 | 2.3 | 4.5 | 1.8 | .0  | 11.4 |
| 1995  | New York     | 11 | 11 | 35.3 | .514 | .574 | .750 | 3.5 | 5.6 | 1.0 | .1  | 14.3 |
| 1996  | New York     | 8  | 8  | 36.6 | .354 | .314 | .733 | 2.1 | 4.8 | 1.3 | .1  | 10.0 |
| 1999  | L. A. Lakers | 7  | 0  | 16.1 | .419 | .100 | .500 | 1.4 | 2.1 | .3  | .0  | 4.3  |
| Total | Total        | 97 | 75 | 31.9 | .449 | .365 | .712 | 2.4 | 5.3 | 1.5 | .1  | 11.3 |

## Logros y reconocimientos
- Elegido en el segundo mejor quinteto defensivo de la NBA en dos ocasiones, 1987 y 1990.
- El 8 de enero de 2018 se convierte en el tercer jugador de la historia de los Dallas Mavericks al que se le retira su dorsal (el número 12), en el descanso del partido que enfrenta en el American Airlines de Dallas a los Mavs contra los Knicks.